# Славина, Нина Павловна
Нина Павловна Славина (1928—2000) — советский и российский художник в области декоративно-прикладного искусства, искусствовед. Член Союза художников СССР (с 1981). Член-корреспондент АХ СССР (1988). Академик РАХ (1995).  Лауреат Государственной премии РСФСР имени И. Е. Репина (1970). Заслуженный художник РСФСР (1981).

## Биография
Родилась 8 сентября 1928 года в Ленинграде.
С 1946 по 1954 год обучалась на Ленинградском высшем художественно-промышленном училище имени В. И. Мухиной. С 1954 года начинает свою художественную деятельность на старейшем Ленинградском фарфоровом заводе имени М. В. Ломоносова в должностях: художника, с 1969 по 1978 год — старшего художника и с 1978 по 1985 год —  главного художника этого завода.
Основные художественные работы Нины Славиной были выполнены в области декоративно-прикладного искусства на фарфоровой посуде: бокал «Большой цветок» (1954), всевозможные сервизы и тарелки «Синие цветы» (1957), «Агаты» (1959), «Шахматы» (1963), «Аврора» (1967), «Юбилейный» (1969), «Синий вечер» (1970), «Ночь в саду» (1976), «Белый цветок» (1980), «Пушкин» (1982), «Памяти В. Высоцкого» (1985), «Чистое небо» (1986), композиция «А. С. Пушкин» (1987), «Мокко» (1991), «Голубка» (2000).
В 1981 году Н. П. Славина становится членом Союза художников СССР. В 1988 году была избрана член-корреспондентом АХ СССР, а в 1995 году — действительным членом РАХ. 
6 декабря 1970 года Постановлением Совета министров РСФСР «за создание высокохудожественных образцов фарфоровых изделий» Н. П. Савина была удостоена Государственной премии РСФСР имени И. Е. Репина. 19 октября 1981 года Указом Президиума Верховного Совета РСФСР «За заслуги в области искусства» Нина Славина была удостоена почётного звания Заслуженный художник РСФСР.
Супруга живописца К. Н. Славина (1928—1991).
Скончалась 29 июля 2000 года в Санкт-Петербурге, похоронена на кладбище Памяти жертв 9 января.

## Награды
- Орден Дружбы народов (1986)[1]
- Заслуженный художник РСФСР (1981)[3]
- Государственная премия РСФСР имени И. Е. Репина (1970 — «за создание высокохудожественных образцов фарфоровых изделий»)[2]
- Серебряная медаль АХ СССР (1981)[1]